# 佐々木睦美
佐々木 睦美（ささき むつみ）は、日本の女性アニメーター、キャラクターデザイナー。C-Station所属。
2000年、代々木アニメーション学院福岡校を卒業後、ビィートレインへ入社する。

## 参加作品

### テレビアニメ
2003年
- .hack//黄昏の腕輪伝説（原画・動画チェック）
- おもいっきり科学アドベンチャー そーなんだ!（2003年 - 2004年、原画）

2004年
- MADLAX（原画）
- 吟遊黙示録マイネリーベ（作画監督補佐・原画）

2005年
- まほらば（原画）
- ツバサ・クロニクル（2005年 - 2006年、作画監督・原画）

2006年
- 吟遊黙示録マイネリーベwieder（作画監督・作画監督補・原画）
- コードギアス 反逆のルルーシュ（作画監督・原画）
- .hack//Roots（作画監督・原画）

2007年
- エル・カザド（作画監督・作画監督補佐・原画）
- おおきく振りかぶって（原画）

2008年
- 無限の住人（作画監督・原画）

2009年
- Phantom 〜Requiem for the Phantom〜（キャラクターデザイン）※共同

2010年
- 裏切りは僕の名前を知っている（作画監督）
- 心霊探偵 八雲（作画監督）
- おとめ妖怪 ざくろ（作画監督）

2011年
- へうげもの（作画監督）
- 花咲くいろは（作画監督補佐）
- C3 -シーキューブ-（原画）
- 君と僕。（作画監督）

2012年
- BRAVE10（作画監督）
- 灼眼のシャナIII -Final-（作画監督）
- TARI TARI（作画監督・原画）
- ココロコネクト（作画監督）
- さくら荘のペットな彼女（作画監督・原画）

2013年
- BROTHERS CONFLICT（作画監督）

2014年
- 星刻の竜騎士（キャラクターデザイン・作画監督）
- アカメが斬る!（作画監督・原画）
- ガールフレンド（仮）（コスチュームデザイン・作画監督）

2015年
- ユリ熊嵐（作画監督・原画）
- のんのんびより りぴーと（作画監督・原画）
- スタミュ（作画監督）

2016年
- エンドライド（作画監督）
- 装神少女まとい（作画監督）

2018年
- ゆるキャン△（キャラクターデザイン・作画監督・総作画監督）

2020年
- へやキャン△（キャラクターデザイン・総作画監督）

2021年
- ゆるキャン△ SEASON2（キャラクターデザイン・総作画監督）

2023年
- アンデッドガール・マーダーファルス（作画監督）
- 魔法使いの嫁 SEASON2（作画監督）

2024年
- きのこいぬ（作画監督）
- 新テニスの王子様 U-17 WORLD CUP SEMIFINAL（作画監督）

2025年
- 薬屋のひとりごと（総作画監督・作画監督・第二原画）

2026年
- いびってこない義母と義姉（キャラクターデザイン）

### 劇場アニメ
- カウボーイビバップ 天国の扉（2001年、動画）
- 映画 ゆるキャン△（2022年、キャラクターデザイン）

### OVA
- MURDER PRINCESS (2007年、作画監督）